# Rosedale Abbey
Rosedale Abbey – wieś w Anglii, w hrabstwie North Yorkshire. Leży na terenie parku narodowego North York Moors, 46 km na północ od miasta York i 320 km na północ od Londynu.